# Banda de Möbius
La cinta o banda de Möbius o Moebius (/ˈmøːbjʊs/) es una superficie con una sola cara y un solo borde. Tiene la propiedad matemática de ser un objeto no orientable. También es una superficie reglada. Fue descubierta de forma independiente por los matemáticos alemanes August Ferdinand Möbius y Johann Benedict Listing en 1858. Aunque sus primeras representaciones pueden verse en el mosaico romano de comienzos del siglo III hallado en una villa de Sentinum, Gliptoteca de Múnich (Inv. W504), donde se representa al Dios Aion dentro de una banda de Möbius circular.

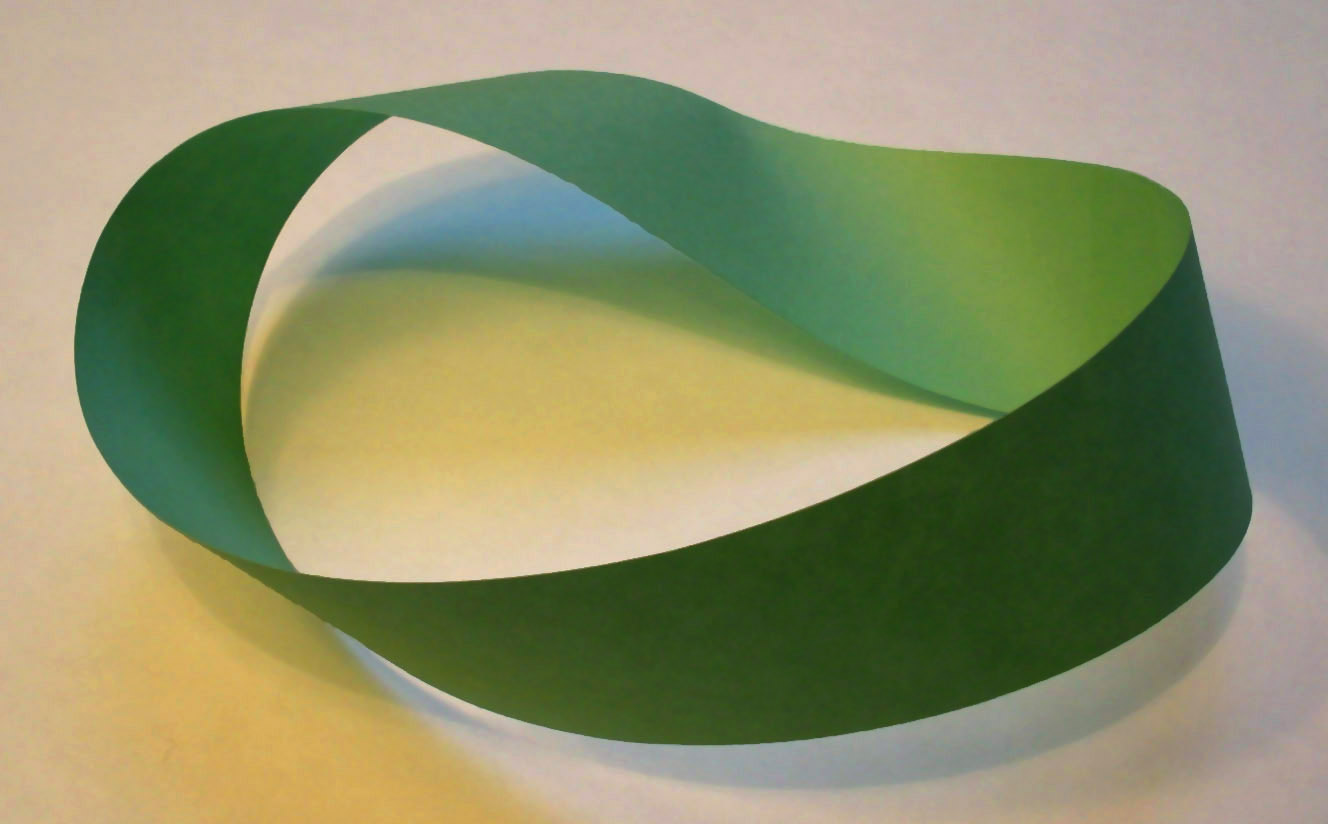
Banda de Möbius conformada con una cinta de papel, cuyos extremos se han unido girándolos

## Construcción de una cinta de Möbius
Para construir una cinta de Möbius, se toma una tira de papel, se da media vuelta a uno de sus extremos y se pegan los dos extremos.

## Propiedades
La banda de Möbius posee las siguientes propiedades:
- Es una superficie no orientable: Si se parte con una pareja de ejes perpendiculares orientados, al desplazarse paralelamente a lo largo de la cinta, se volverá al punto de partida con la orientación invertida. Esto se puede visualizar colocando un objeto asimétrico bidimensional en la cinta y hacer que la recorra. Cuando vuelva al punto de partida, su imagen será la misma pero reflejada. Por ejemplo, una persona que se deslizara «tumbada» sobre una banda de Möbius, mirando hacia la derecha, al recorrer una vuelta completa aparecerá mirando hacia la izquierda. Otro ejemplo es el cangrejo de la imagen.

Un objeto bidimensional que recorra una vez la banda de Möbius vuelve a su posición original reflejado.

- En relación con lo anterior, inmersa en el espacio euclídeo, es una superficie que sólo posee una cara: Si se colorea la superficie de una cinta de Möbius, comenzando por la «aparentemente» cara exterior, al final queda coloreada toda la cinta, por tanto, solo tiene una cara y no tiene sentido hablar de cara interior y cara exterior. Sin embargo, esta es una propiedad de la inmersión en {\displaystyle \mathbb {R} ^{3}} más que de la propia banda de Möbius como espacio topológico, pues existen inmersiones de la misma en otros espacios en que sí que tiene dos caras. Por ejemplo, si tomamos las caras delantera y trasera de un cubo y las pegamos girando la orientación de izquierda a derecha, el resultado es un espacio topológico tridimensional (el producto cartesiano de la banda de Möbius con un intervalo) en el cual las mitades superior e inferior del cubo quedan separadas por una banda de Möbius con dos caras.
- Tiene solo un borde: Se puede comprobar siguiendo el borde con un dedo, apreciando que se alcanza el punto de partida tras haber recorrido la totalidad del borde. Es decir, un camino a lo largo del borde de la banda de Möbius trazado hasta que vuelve al punto inicial recorre todo el borde de la banda Möbius en un solo camino continuo. En la construcción típica de tomar un rectángulo y enganchar sus extremos habiendo girado uno, el borde tiene el doble de longitud que la línea formada por el centro de la banda.Gráfica paramétrica de una banda de Möbius

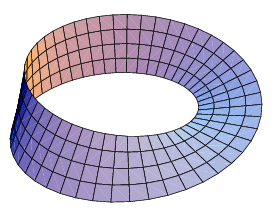
Gráfica paramétrica de una banda de Möbius

- Si se corta una cinta de Möbius a lo largo, se obtienen dos resultados diferentes, según dónde se efectúe el corte. Si el corte se realiza en la mitad exacta del ancho de la cinta, se obtiene una banda más larga pero con dos vueltas, es decir, no desconecta la banda; si a esta banda se la vuelve a cortar a lo largo por el centro de su ancho, se obtienen otras dos bandas entrelazadas, y ahora sí que se desconecta. A medida que se van cortando a lo largo de cada una, se siguen obteniendo más bandas entrelazadas.[2]

Si el corte no se realiza en la mitad exacta del ancho de la cinta, sino a cualquier otra distancia fija del borde, se obtienen dos cintas entrelazadas diferentes: una de idéntica longitud a la original y otra con el doble de longitud. En este caso, cortar por esa curva sí desconecta la banda de Möbius.
- Subdivisión de la banda de Möbius en seis regiones mutuamente adyacentes delimitadas por el grafo de Tietze.Solución al problema de los tres servicios en la banda de Möbius. La banda de Möbius puede "contraerse" continuamente hacia la curva central (la curva en la mitad exacta del ancho de la banda), haciéndola más estrecha mientras los puntos de la curva central se mantienen fijos. Esta transformación es un ejemplo de lo que en topología se conoce como una retracción de deformación, y su existencia implica que la banda de Möbius tiene muchas propiedades parecidas a las de esa curva, que es topológicamente equivalente a una circunferencia. En particular, son espacios homótopos y, como tales, tienen el mismo grupo fundamental, un grupo cíclico infinito. Esto quiere decir que los caminos continuos que empiecen y acaben en el mismo punto de la banda pueden ser distinguidos salvo homotopía ("deformación continua de uno en otro") por el número de vueltas que dan a la banda.
- La banda de Möbius se puede separar en seis regiones mutuamente adyacentes. Esto muestra que un "mapa" en una banda de Möbius puede requerir a veces seis colores para ser pintado sin que dos "países" adyacentes tengan el mismo color. Esto contrasta con el teorema de los cuatro colores que se tiene en el plano (todo mapa en el plano requiere como mucho cuatro colores para ser pintado de esa manera). Además, seis colores son siempre suficientes. Esto forma parte del teorema de Ringel-Youngs, que establece cuántos colores bastan para cada superficie. Los vértices y aristas de estas regiones forman el grafo de Tietze, que es, en la banda de Möbius, el grafo dual del grafo completo de seis vértices, que no se puede dibujar sin que se autointerseque en el plano. Otra familia de grafos que se pueden dibujar en la banda de Möbius pero no en el plano son las escaleras de Möbius. Estas incluyen el grafo de utilidades, un grafo bipartito completo de seis vértices, lo que muestra que, al contrario que en el plano, el problema de los tres servicios se puede resolver en una banda de Möbius transparente.
- La característica de Euler de la banda de Möbius es cero (mientras que en el plano es 2), lo que significa que, para cualquier de la banda en regiones por medio de vértices y aristas, los números {\displaystyle V} de vértices, {\displaystyle E} de aristas y {\displaystyle F} de regiones (caras) formadas satisfacen que {\displaystyle V-E+F=0}. Por ejemplo, el grafo de Tietze tiene 12 vértices, 18 aristas y 6 regiones; {\displaystyle 12-18+6=0}.

Esta forma geométrica se utiliza frecuentemente como ejemplo en topología.

## Geometría

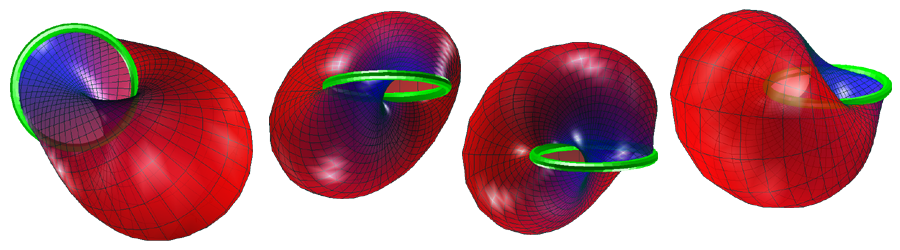
Caracol moebius

Una forma de representar la banda de Möbius (cerrada y con frontera) como un subconjunto de {\displaystyle \scriptstyle \mathbb {R} ^{3}} es mediante la parametrización:

{\displaystyle {\begin{cases}x(u,v)=\left[1+{\cfrac {v}{2}}\cos {\cfrac {u}{2}}\right]\cos(u)\\y(u,v)=\left[1+{\cfrac {v}{2}}\cos {\cfrac {u}{2}}\right]\sin(u)\\z(u,v)={\cfrac {v}{2}}\sin {\cfrac {u}{2}}\end{cases}}}

donde {\displaystyle 0\leq u<2\pi } y {\displaystyle -0.5\leq v\leq 0.5}.
Representa una banda doble de Möbius de ancho unitario, cuya circunferencia exterior tiene radio unitario y se encuentra en el plano coordenado x-y centrada en {\displaystyle (0,0,0)}. El parámetro u recorre la banda longitudinalmente, mientras v se desplaza de un punto a otro del borde, cruzando transversalmente la circunferencia central.
Con la parametrización anterior podemos obtener su curvatura gaussiana la cual es:

{\displaystyle \scriptstyle -{\cfrac {64}{16v^{4}\cos(u/2)^{4}+128v^{3}\cos(u/2)^{3}+384v^{2}\cos(u/2)^{2}+8v^{4}\cos(u/2)^{2}+512v\cos(u/2)+32v^{3}\cos(u/2)+256+32v^{2}+v^{4}}}}

En coordenadas cilíndricas {\displaystyle (r,\theta ,z)}, se puede representar una versión sin frontera (abierta) de la banda de Möbius mediante la ecuación:

{\displaystyle \log(r)\sin \left({\frac {\theta }{2}}\right)=z\cos \left({\frac {\theta }{2}}\right)}

## Topología

Para transformar un rectángulo en una banda de Möbius, se unen las aristas denominadas A de manera tal que las flechas apunten en el mismo sentido.

Topológicamente, la banda de Möbius puede definirse como el cuadrado {\displaystyle \scriptstyle [0,1]\times [0,1]} que tiene sus aristas superior e inferior identificadas (topología cociente) por la relación {\displaystyle \scriptstyle (x,0)\,} {\displaystyle \sim \,} {\displaystyle \scriptstyle (1-x,1)\,}
para {\displaystyle \scriptstyle 0\leq x\leq 1}, como en el diagrama que se muestra en la figura de la derecha.
La banda de Möbius es una variedad bidimensional (es decir, una superficie). Es un ejemplo estándar de una superficie no orientable. La banda de Möbius es asimismo un ejemplo elemental para ilustrar el concepto matemático de fibrado topológico.
Como objeto topológico, la banda de Möbius es considerada también como el espacio total {\displaystyle \scriptstyle Mo\,} de un fibrado no trivial teniendo como base el círculo {\displaystyle \scriptstyle S^{1}} y fibra un intervalo, i.e.
{\displaystyle \scriptstyle I\subset Mo\to S^{1}}
El contraste con el fibrado trivial {\displaystyle \scriptstyle I\subset S^{1}\times I\to S^{1}} 
es agradable, pues se sabe que solo hay dos de estos fibrados E
{\displaystyle \scriptstyle I\subset E\to S^{1}}
Es decir, {\displaystyle \scriptstyle S^{1}\times I} y {\displaystyle \scriptstyle Mo\,} son todos los I-fibrados sobre la circunferencia.

## Objetos relacionados
Análoga a la banda de Möbius es la botella de Klein, pues también tiene solo una cara, donde no se puede diferenciar «fuera» de «dentro». Esto último significa que mientras la banda se encaja (embedding) en {\displaystyle \mathbb {R} ^{3}}, la botella no.

## La banda de Möbius en el arte

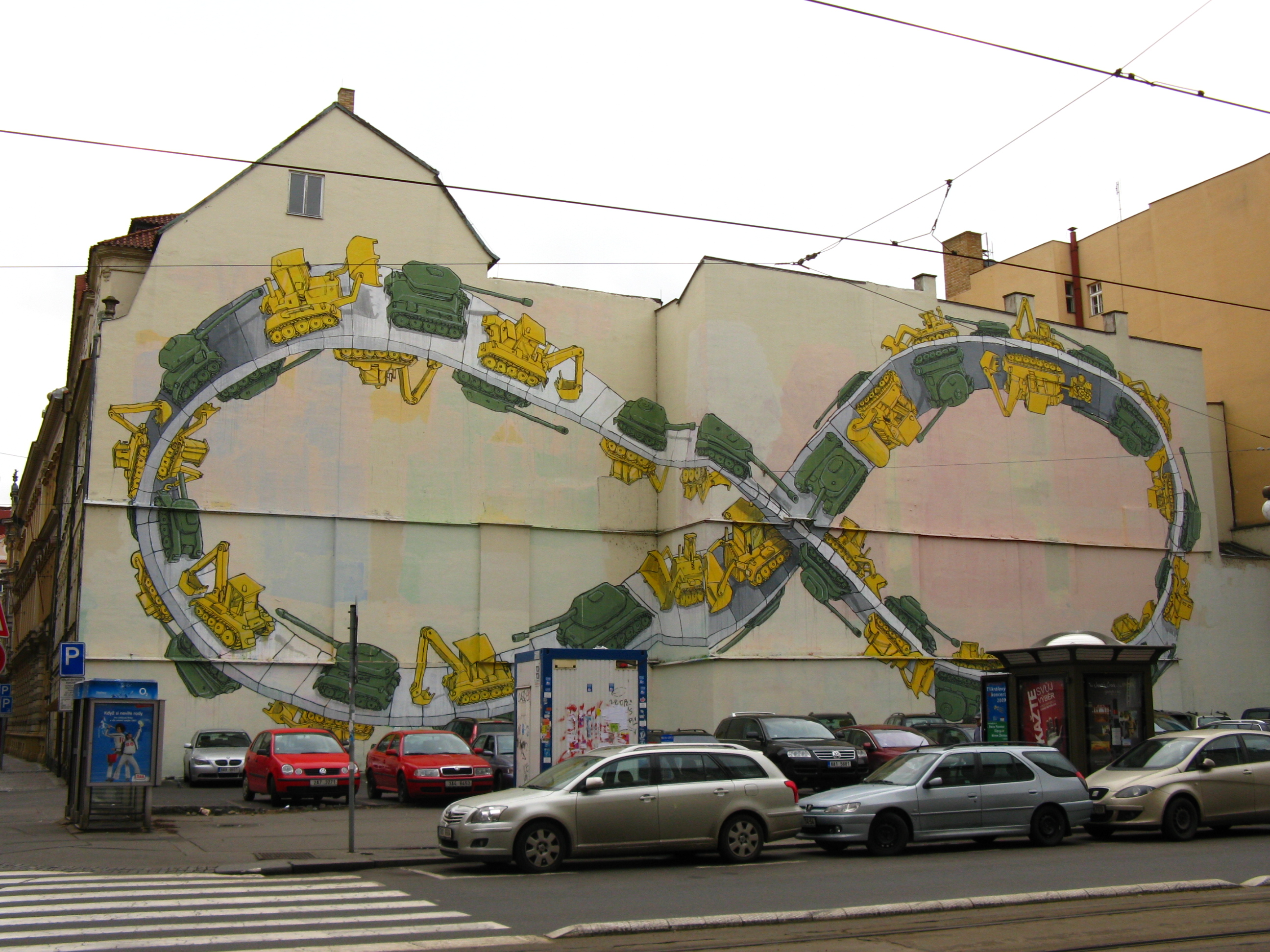
Pintura mural

El artista M. C. Escher utilizó la banda de Möbius como motivo principal en diversas obras.
El artista Josep Canals Miquel ha dedicado los últimos 25 años de su obra escultórica al estudio de las diferentes formas de la cinta de Möbius.
El artista de cómics Jean Giraud emplea el seudónimo de Moebius desde inicios de los 80 en su obra más experimental, ligada al género de la ciencia ficción.
El artista Salvador Dalí usa un diseño de la cinta de Möbius para las manillas de llave de la tina de baño de Gala, en el Castell Gala Dalí de Púbol. 
El libro de cuentos Queremos tanto a Glenda, del escritor argentino Julio Cortázar, publicado en 1980, cuenta con una composición titulada Anillo de Moebius.
El 17 de octubre de 1996, se estrenó la película Moebius, realizada en Argentina. Dicha película hace referencia a la teoría de la cinta que lleva el mismo nombre, aplicada a una supuesta red de subterráneos de la Ciudad de Buenos Aires ampliada. Se basa en un cuento de A. J. Deutsch, A Subway Named Moebius (1950).
El estudio de arquitectura neerlandés UNSTUDIO realizó un edificio basado en la cinta de Möbius.
Mario Levrero tituló un cuento «La Cinta de Moebius», y el recorrido del relato tiene las características de la banda.
La banda argentina Catupecu Machu lanzó en 2009 un álbum titulado Simetría de Moebius en alusión a la banda. Además tiene una canción con el mismo título en el álbum.
El grupo surcoreano de k-pop LOOΠΔ utiliza la banda de Möbius para explicar la forma del universo que compone su universo.
La banda de Möbius fue utilizada como idea en el episodio "Mobius Dick" perteneciente a la sexta temporada de la serie de televisión estadounidense Futurama, simbolizado en una ballena espacial capaz de moverse en cuatro dimensiones.

### Símbolos gráficos, logotipos y emblemas
El símbolo gráfico internacional de reciclaje y los de otras actividades similares están basados en la imagen de la banda de Möbius.
Ignacio Rodríguez Srabonián aborda el proyecto Moebius como símbolo de la formación de viviendas no planificadas en la ciudad, donde los límites de la ciudad no son precisos y todo se ve como un continuo.
Los partidos humanistas afiliados a la Internacional Humanista utilizan como logotipo un símbolo gráfico basado en la banda de Möbius.

El símbolo gráfico internacional de reciclaje
Logo de los partidos humanistas